# Le Désirable et le Sublime

Le Désirable et le Sublime est un film français « intello-érotique » réalisé par José Bénazéraf, sorti en 1969.
Pour plus de détails, voir Fiche technique et Distribution.

## Synopsis
Un couple mène une vie harmonieuse dans une propriété retirée sur l'île de Chausey. Un soir, un ami vient dîner. Comme on est en période électorale, les candidats à la présidence de la République se succèdent à la télévision. Les passions vont se déchaîner entre l'abstraction des mots et la réalité du désir.

## Fiche technique
- Titre : Le Désirable et le Sublime
- Réalisation, scénario & dialogues : José Bénazéraf
- Musique : Camille Sauvage
- Images : Charlet Recors
- Cadre : José Bénazéraf
- Production : Les Films du Chesne
- Durée : 88 minutes
- Date de sortie : 1969

## Distribution
- Ludia Lorenz
- Henri Piégay
- Robert Audran
- Maria Pia Luzi (sous le nom de « Jane Avril »)
- Alan Jack's Group